# Пероголовник
Пероголовник, или Перистоголовник, или Птероцефалус, или Птероцефалюс (лат. Pterocephalus; от др.-греч. πτερόν, pteron — перо и κεφᾰλή, kephale — голова), — род травянистых растений семейства Жимолостные (Caprifoliaceae), распространённый от Средиземноморья до Центральной Азии и в тропических регионах Африки.

## Ботаническое описание
Однолетние или многолетние травянистые растения, иногда полукустарники. Стеблекорень сильно разветвлённый (у однолетних отсутствует). Листья супротивные, цельнокрайные, прикорневые листья собраны в розетку, средние и верхние стеблевые листья от перистонадрезанных до перисторассечённых.
Цветки многочисленные, собраны в одиночную, конечную головку на удлинённом безлистном цветоносе — стрелке. Листочки обвёртки в числе 4—6, в 1—2 (3) рядах. Ложе головки чешуйчатое, усеяно пушистыми волосками или прицветниками; обёрточка (внешняя чашечка) 1, по всей длине 4—8-бороздная, наверху с маленькими зубцами или увенчана едва заметной коронкой. Собственно чашечка на короткой ножке, с многочисленными (8—24) перистоволосистыми щетинками в виде хохолка. Венчик красно-розовый; у центральных цветков — почти актиноморфный, четырёхлопастный или пятилопастный; у краевых цветков — почти двугубый; верхняя губа с 1 лопастью, цельнокрайная или 2-лопастная; нижняя губа обычно 3-лопастная. Тычинок 4, реже 2—3, вставлены вверху венчика и короче его, выступающие. Завязь нижняя, окутана обёрточками. Семянки гладкие или ребристые. Семена с крупным прямым зародышем и скудным эндоспермом.

## Виды
Род включает 33 вида:
- Pterocephalus afghanicus (Aitch. & Hemsl.) Boiss. — Пероголовник афганский
- Pterocephalus arabicus Boiss.
- Pterocephalus bellidifolius Boiss.
- Pterocephalus brevis Coult.
- Pterocephalus canus Coult. ex DC.
- Pterocephalus depressus Coss. & Balansa
- Pterocephalus dumetorum (Brouss. ex Willd.) Coult.
- Pterocephalus frutescens Hochst. ex A.Rich.
- Pterocephalus fruticulosus Korovin — Пероголовник кустарничковый
- Pterocephalus gedrosiacus Rech.f., Aellen & Esfand.
- Pterocephalus ghahremanii Jamzad
- Pterocephalus glandulosissimus Ponert
- Pterocephalus khorassanicus Czerniak.
- Pterocephalus kurdicus Vatke
- Pterocephalus lasiospermus Link
- Pterocephalus laxus I.K.Ferguson
- Pterocephalus lignosus Freyn & Bornm.
- Pterocephalus multiflorus Poech
- Pterocephalus nestorianus Nábelek
- Pterocephalus persicus Boiss.
- Pterocephalus pinardii Boiss.
- Pterocephalus plumosus (L.) Coult. — Пероголовник перистый
- Pterocephalus porphyranthus Svent.
- Pterocephalus pterocephala (L.) Dörfl.
- Pterocephalus pulverulentus Boiss. & Balansa
- Pterocephalus pyrethrifolius Boiss. & Hohen.
- Pterocephalus sanctus Decne.
- Pterocephalus shepardii Post & Beauverd
- Pterocephalus spathulatus (Lag.) Coult.
- Pterocephalus strictus Boiss. & Hohen.
- Pterocephalus szovitsii Boiss.
- Pterocephalus virens Webb & Berthel.
- Pterocephalus wendelboi Rech.f.